# Panure à moustaches
Panurus biarmicus
Famille
Genre
Espèce
Statut de conservation UICN

 LC  : Préoccupation mineure
La Panure à moustaches (Panurus biarmicus), anciennement appelée mésange à moustaches, est une espèce de passereaux d'Europe, l'unique représentante du genre Panurus et de la famille des Panuridae.

## Description
Passereau de la taille d'une mésange (16 cm), la Panure à moustache est une espèce pour laquelle le dimorphisme sexuel est marqué. Le mâle, en plumage nuptial, présente un dos brun à roux avec un ventre plus clair. La tête est gris-bleuté, avec deux grandes moustaches noires allant des yeux jusqu'à la gorge. La femelle possède une tête brune et ne présente pas de moustaches. Le bec du mâle est jaune-orangé, alors que celui de la femelle est gris. Sa queue est longue et fine et rappelle celle de la mésange à longue queue. Le poids d'un individu varie de 12 à 21 g.

## Chant
La Panure à moustache émet des sons aigus et répétitifs qui peuvent paraître « métalliques ». On repère généralement sa présence par un « ping-ping » ou « tying-tying » nasillard caractéristique.

## Régime alimentaire
En hiver, lorsque les insectes se font plus rares, la Panure à moustache se nourrit de graines, de débris végétaux ou encore de bourgeons et de pétales lors de la floraison de certaines plantes. En été et au printemps, elle vide son gésier des gastrolithes qu'il contient et adopte un régime insectivore, se nourrissant principalement de pucerons, d'éphémères ou de larves qu'elle capture en se déplaçant sur les roseaux et dans les plantes aquatiques. Comme d'autres granivores, elle possède un jabot musclé adapté à ce type de régime.

## Comportement et nidification
Pendant l'hiver, les Panures se rassemblent pour former des groupes de 40 à 50 individus. Le reste de l'année elles vivent en groupes familiaux. En France les Panures sont sédentaires, alors que les populations nord-européennes sont migratrices. En vol, les Panures à moustaches ne s'élèvent que rarement au-dessus des roseaux et ont plutôt tendance à les effleurer. Reconnaissables à leurs battements d'ailes très rapides, les Panures volent en petits groupes.
Courant avril, les couples installent leur nid dans des enchevêtrements de vieilles tiges de roseaux communs ou des touffes de laîches. Celui-ci est formé de débris végétaux, d'inflorescences de roseaux, de plumes et d'herbes aquatiques et se situe très souvent près de la surface de l'eau (environ 20 cm). La femelle pond de 5 à 7 œufs qui sont couvés par les deux parents pendant 10 à 13 jours. Les petits peuvent voler 12 à 13 jours après l'éclosion, plus tôt s'ils sont dérangés, et sont nourris pendant une semaine après leur envol. À la suite de cela le couple peut se mettre à élever une seconde couvée au début du mois de juin. Certaines femelles enchaînent quatre couvées.
Il arrive que certaines Panures à moustaches nichent en colonies.

## Position systématique
D'abord considérée comme une mésange, de par son comportement et sa silhouette, elle a ensuite été intégrée aux Timaliidés bien que certains auteurs l'aient placée avec les Paradoxornis, dans une famille distincte, les Paradoxornithidés. Cette dernière famille n'est plus valide, et le Congrès ornithologique international la place dans une famille à part.

## Aire de répartition et habitat
Cet oiseau vit éparsement à travers l'Europe, puis de manière plus omniprésente de la Mer Noire à la Manchourie.

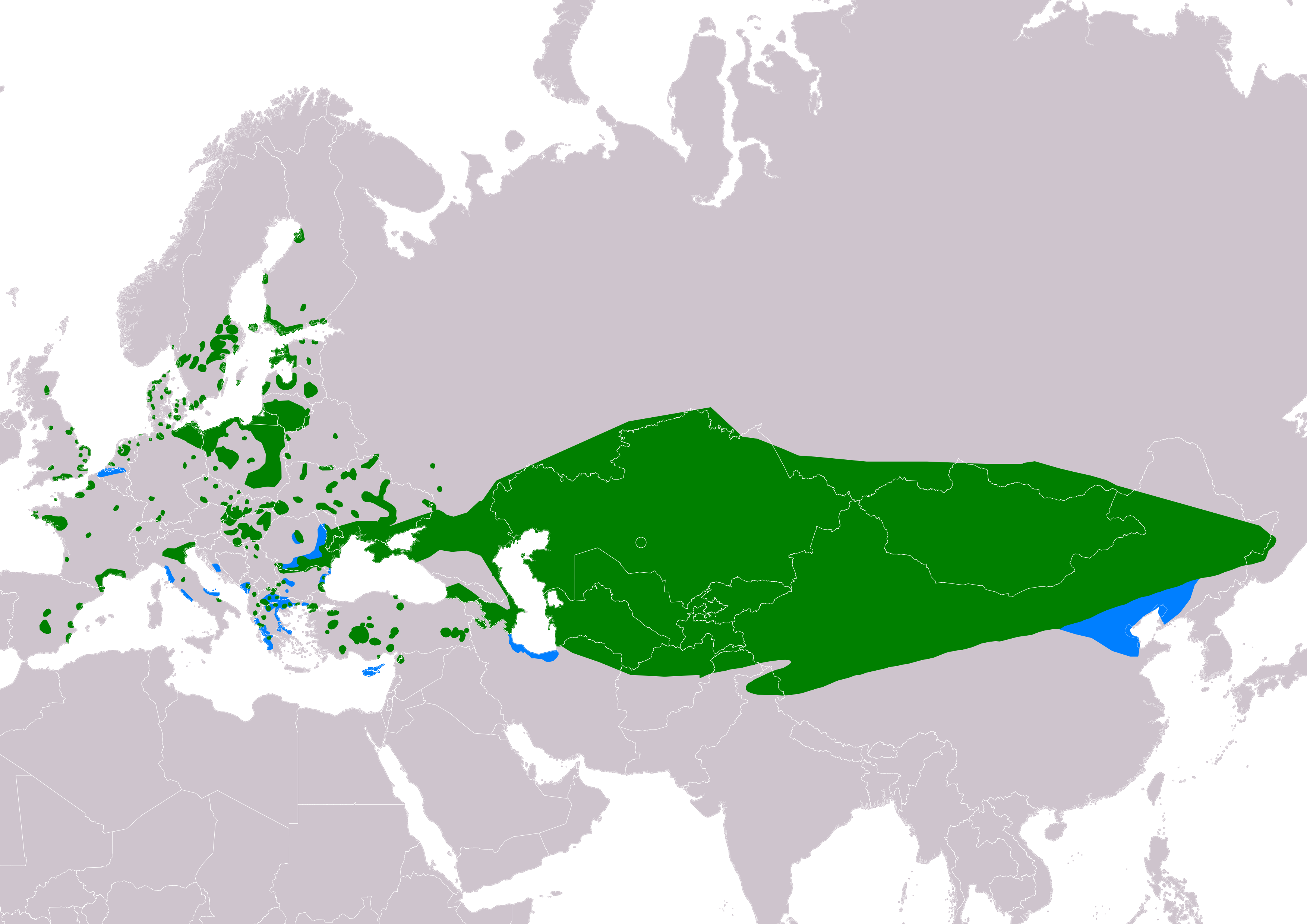
Aire de répartition de la panure à moustache

La panure à moustache est une espèce qui vit exclusivement près des points d'eau, dans les roselières ou phragmitaies denses. Ne quittant que très rarement son milieu de vie, c'est une espèce très discrète qui se déplace aisément sur les hampes de roseaux. Sensibles aux hivers rigoureux, de nombreux individus peuvent disparaître lors de longues périodes de froid.

## Liste des sous-espèces
- Panurus biarmicus biarmicus (Linné, 1758) y compris Panurus biarmicus occidentalis Tschusi zu Schmidhoffen, 1904 — ouest/sud de l'Europe et de l'Anatolie
- Panurus biarmicus kosswigi Kummerlöwe, 1958 — centre/sud de l'Anatolie
- Panurus biarmicus russicus (C.L. Brehm, 1831) — du nord-ouest de l'Europe et de l'Anatolie à la Manchourie

## Galerie d'images

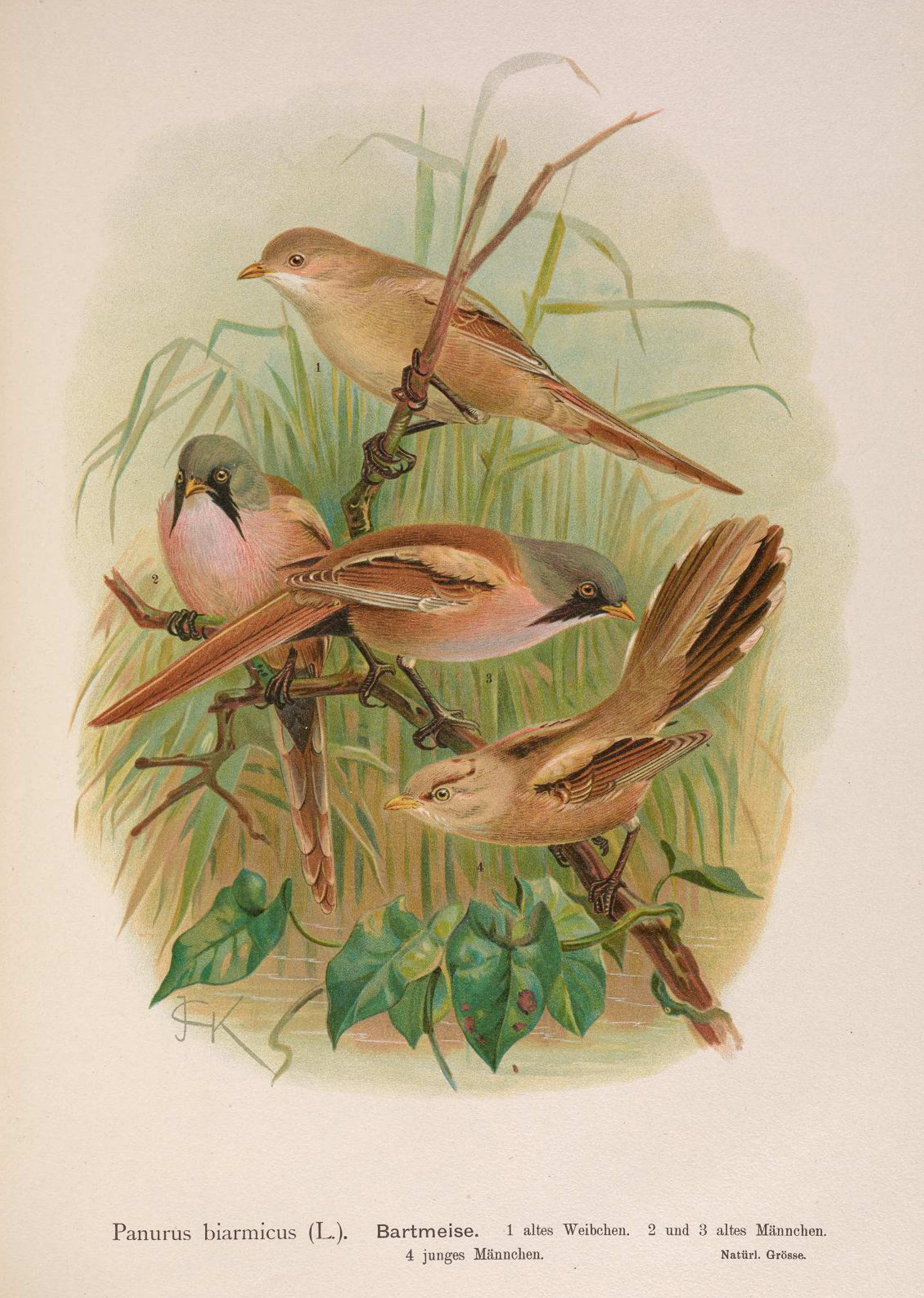
Illustration de Johann Friedrich Naumann, 1897
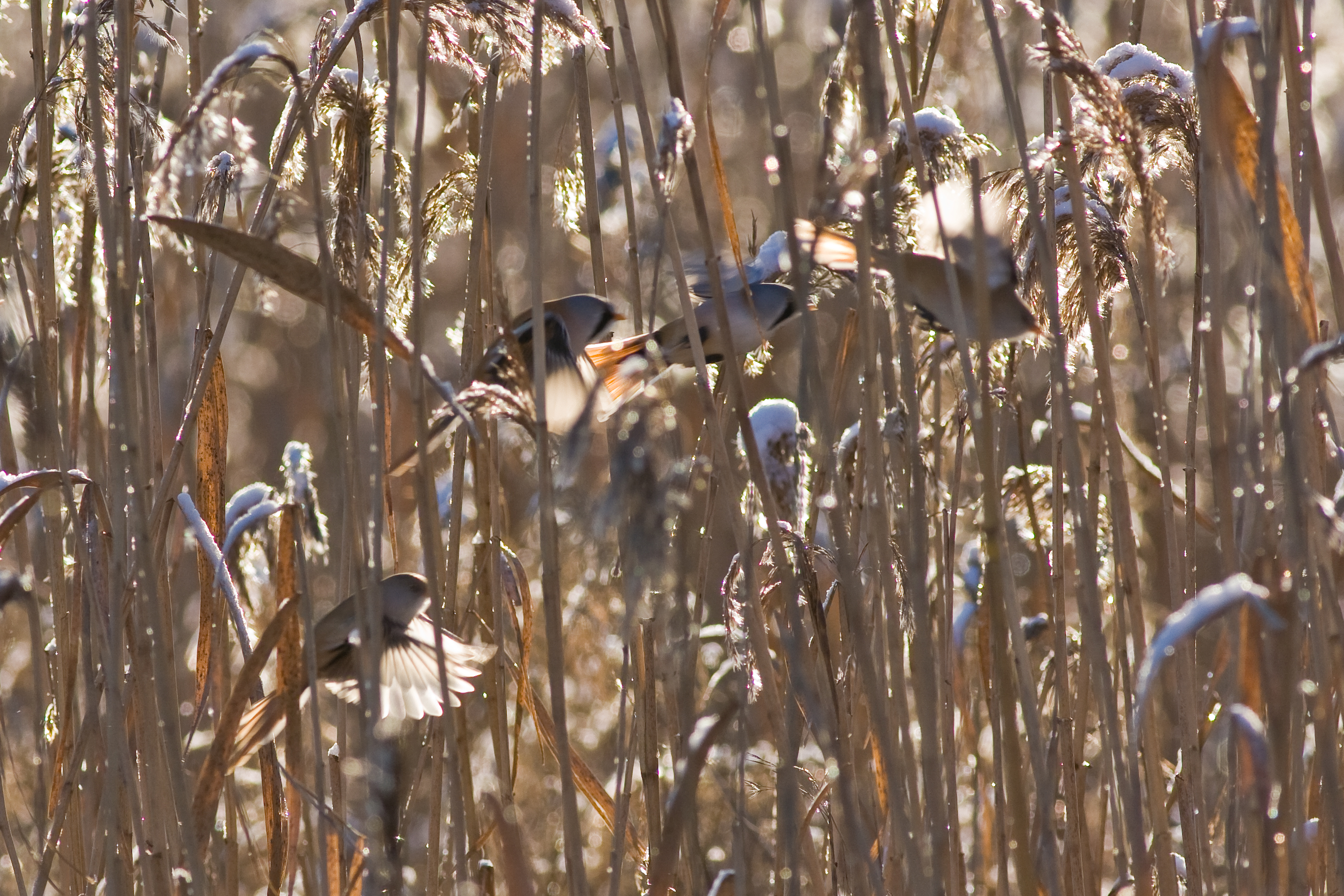
Groupe dans une roselière
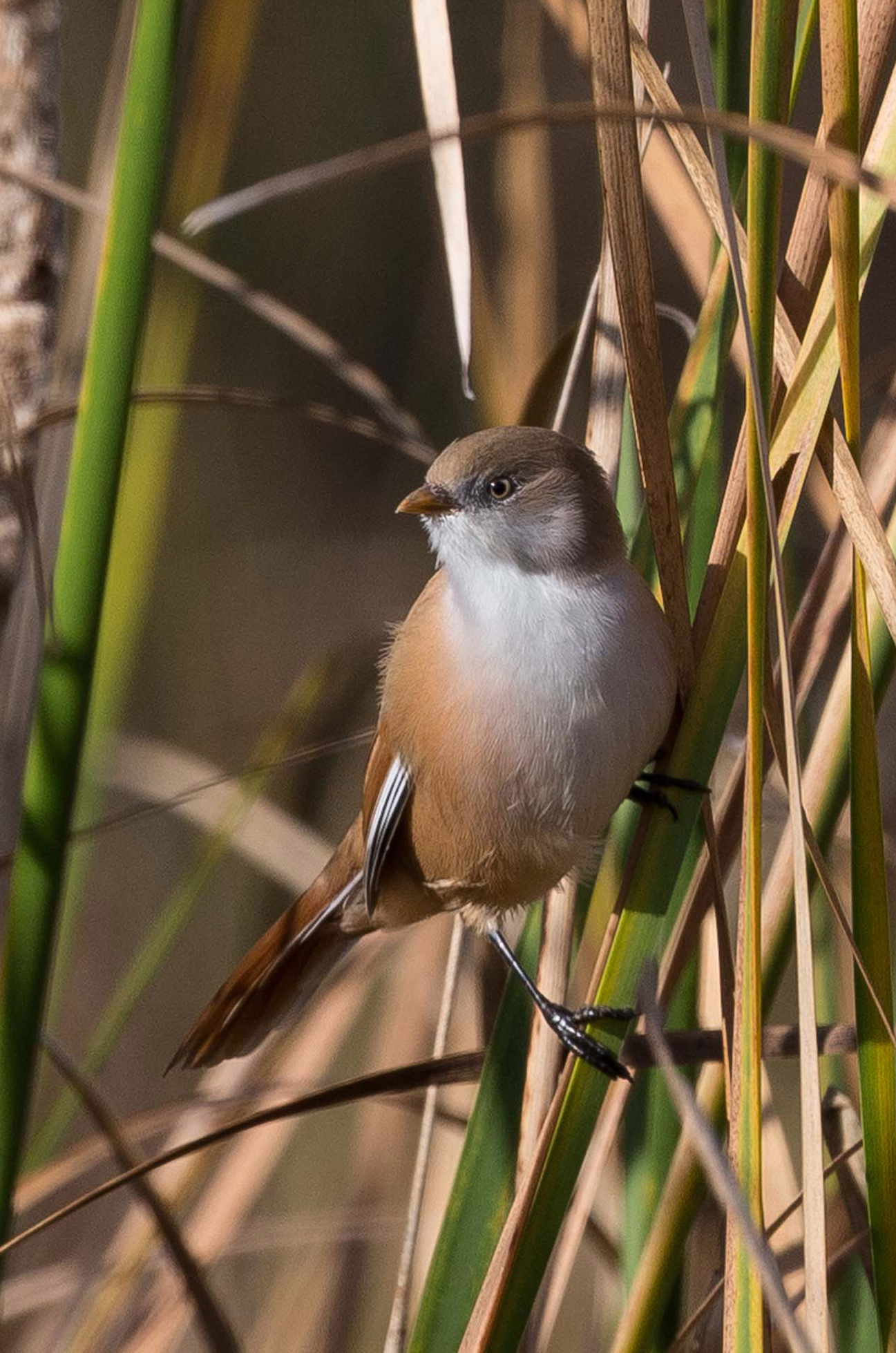
Femelle adulte
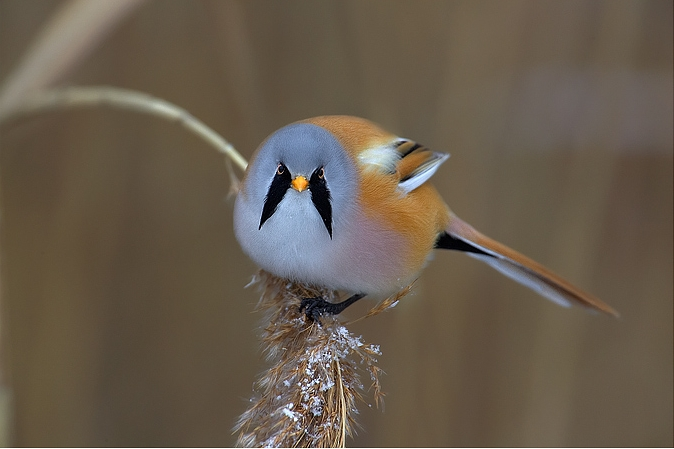
Mâle adulte
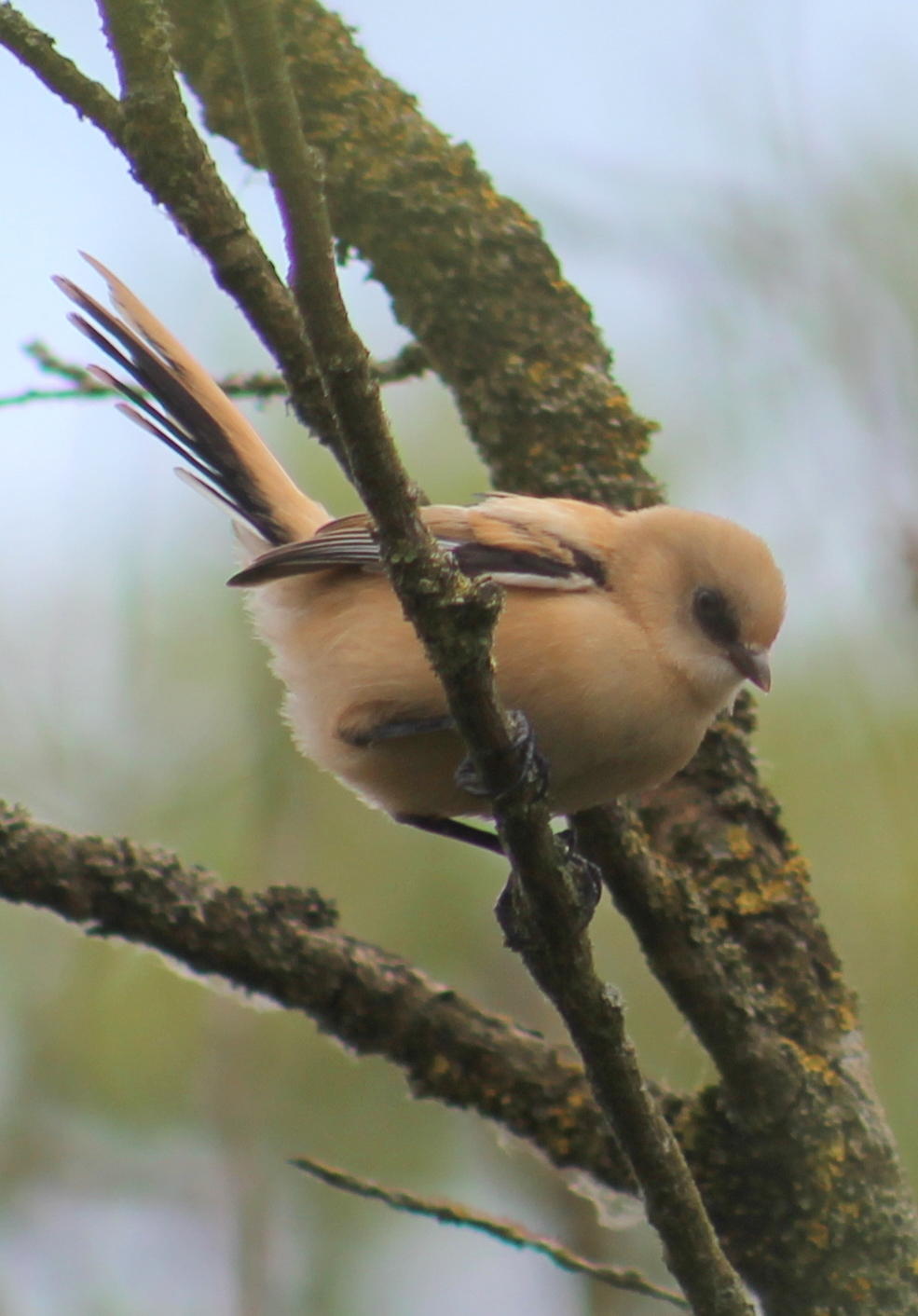
Juvénile
- Panurus biarmicus
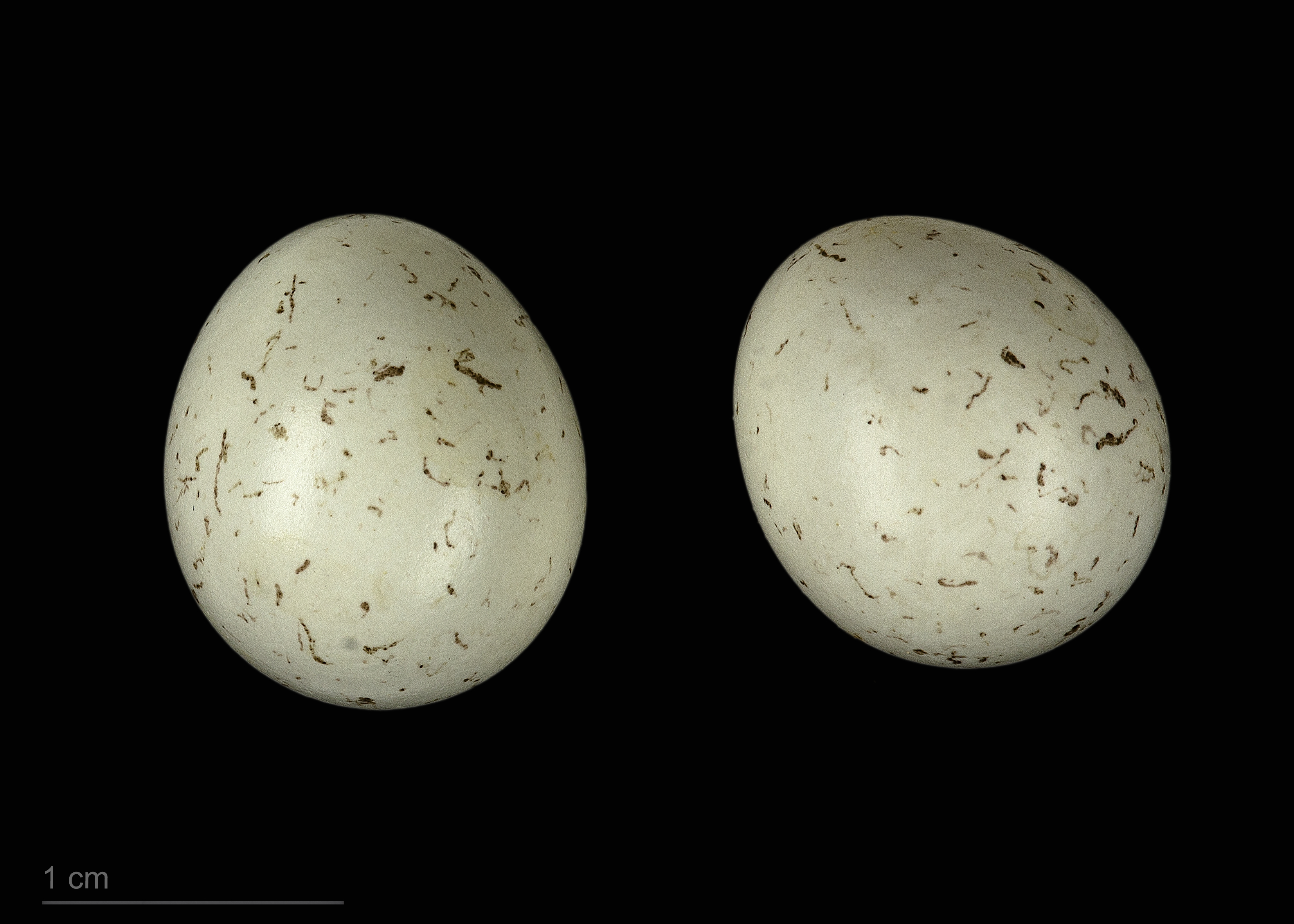
Œufs de Panurus biarmicus russicus  - Muséum de Toulouse
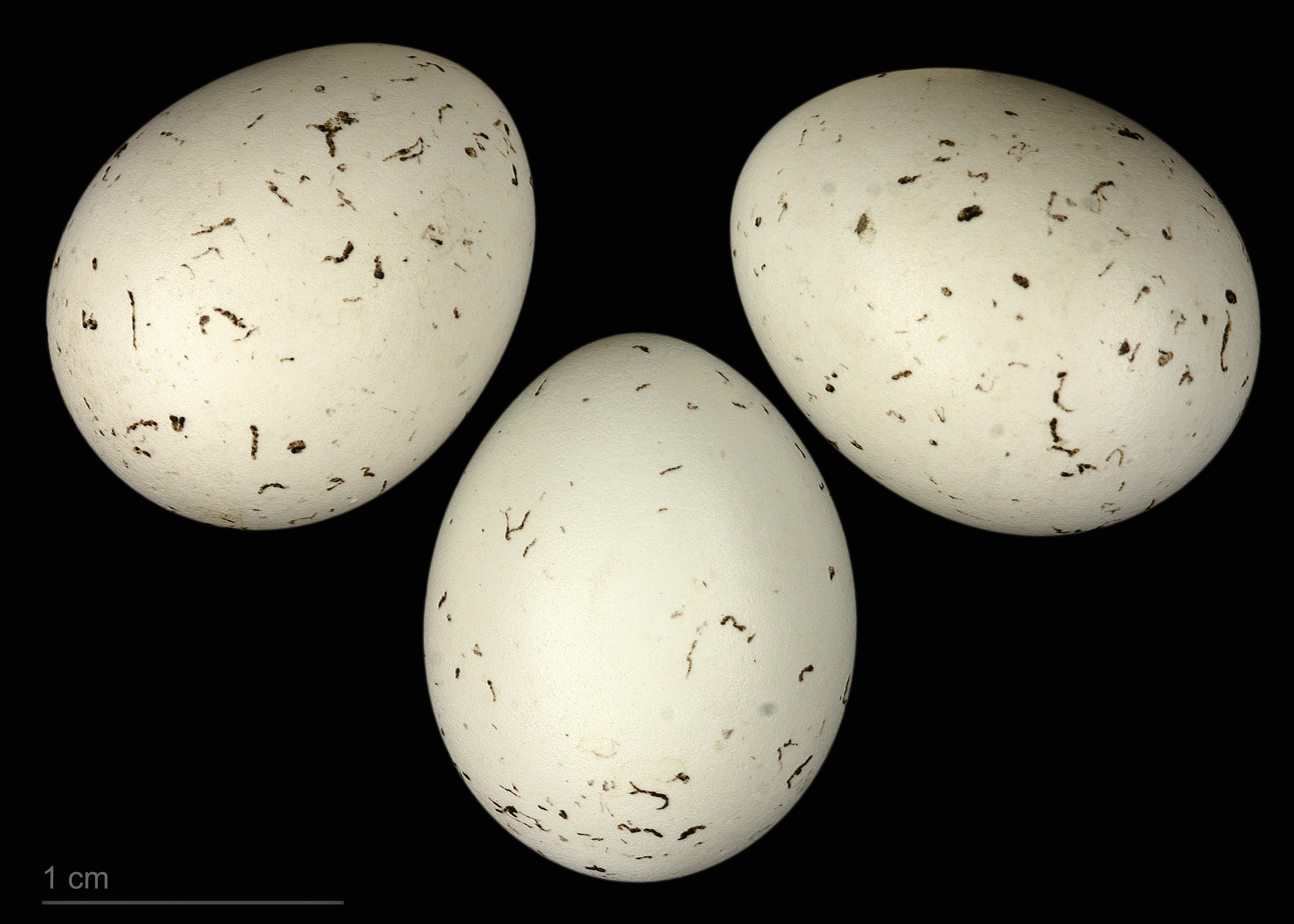
Œufs de Panurus biarmicus biarmicus  - Muséum de Toulouse